# Pueblo Loko
El pueblo Loko es un grupo indígena de Sierra Leona. La mayoría del pueblo Loko habita en torno a la capital Freetown y en las provincias del norte del país, especialmente en el distrito Port Loko. Indígenas de esta etnia estuvieron en las naves de esclavos que viajaban desde África a Estados Unidos mientras la esclavitud aún existía en dicho país.
El pueblo Loko fue uno de los grupos indígenas más grandes de Sierra Leona durante el proceso de colonización, disminuyendo en número desde entonces, estimándose 171 000 individuos en la actualidad.

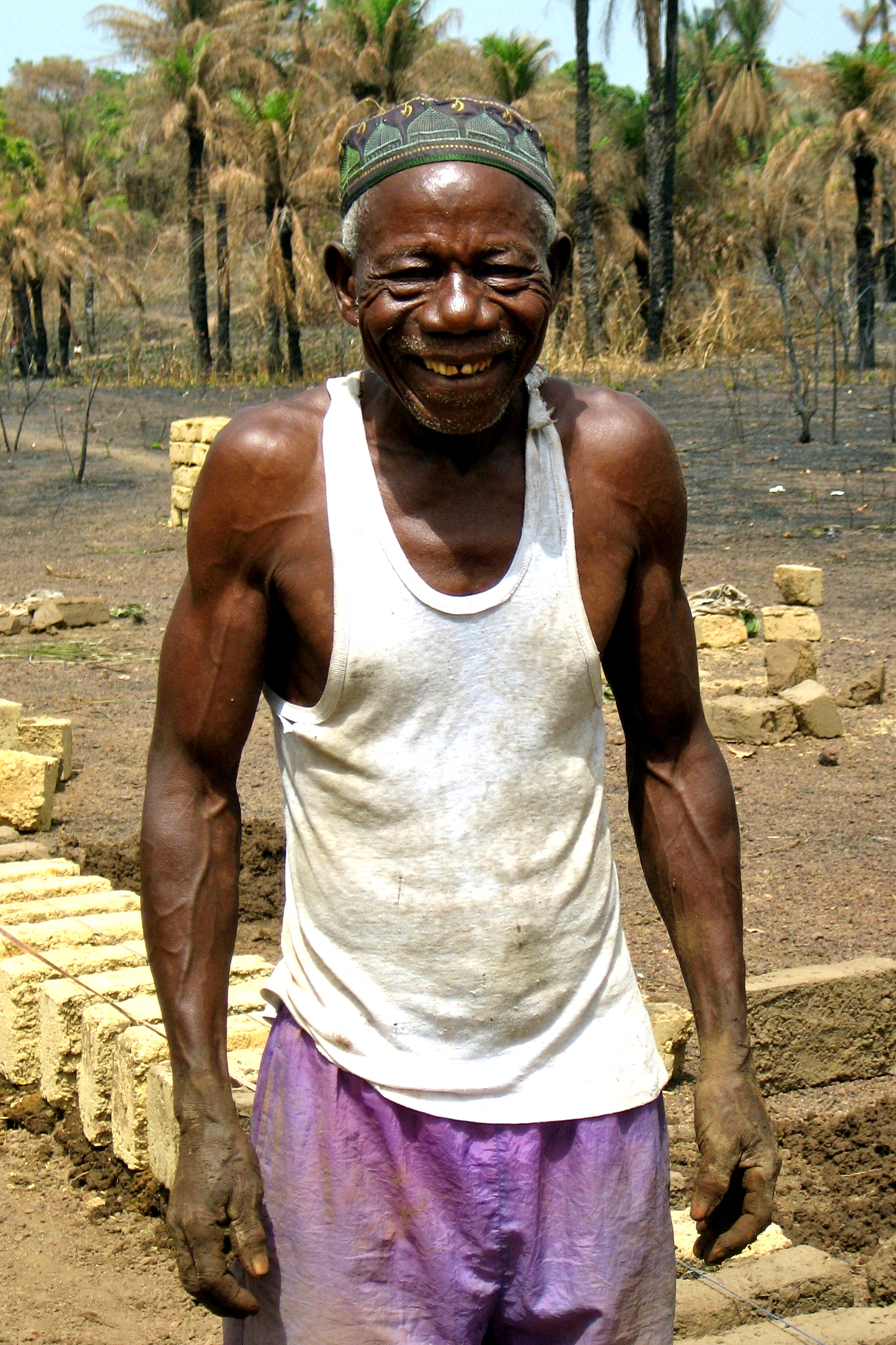
Cantero y carpintero de Landogo, República de Sierra Leona, 2011.